# Захорска Бистрица
Захорска Бистрица (слч. Záhorská Bystrica) је градска четврт Братиславе, у округу Братислава IV, у Братиславском крају, Словачка Република.

## Географија
Налази се у северном делу округа Братиславе IV, површине 32,3 км². Удаљено је око 12 км северозападно од центра Братиславе.
Област је најпознатија по старим чувеним кућама, новим вилама и разним црквама. Овде се налази седиште популарног словачког програма ТВ Маркиза.

## Становништво
Према подацима о броју становника из 2011. године градско насеље је имало 3.503 становника.
| Етнички састав (2011)‍ | Етнички састав (2011)‍ | Етнички састав (2011)‍ | Етнички састав (2011)‍ | Етнички састав (2011)‍ |
| --------------------- | --------------------- | --------------------- | --------------------- | --------------------- |
|                       |                       |                       |                       |                       |
| Словаци               | Словаци               |                       | 0                     | 93,23%                |
| Чеси                  | Чеси                  |                       | 0                     | 1,09%                 |
| Мађари                | Мађари                |                       | 0                     | 0,56%                 |
| остали, непознато     | остали, непознато     |                       | 0                     | 5,12%                 |

## Туризам
Близина малих Карпата пружа могућност за туризам и спортске активности.